# XL-1
XL-1 est un atterrisseur développé par la société Masten Space Systems  pour déposer des charges utiles à la surface de la Lune dans le cadre du programme Artemis de l'agence spatiale américaine, la NASA. Le développement de l'engin spatial ainsi que le lancement et la dépose de la charge utile sont de l'entière responsabilité d'Intuitive Machines dans le cadre du programme Commercial Lunar Payload Services (CLPS). Ce dernier est mis en place par la NASA pour sous-traiter la logistique lunaire lourde associée à son projet d'installation d'une base semi-permanente à la surface de la Lune et réduire ainsi son coût. XL-1 est un engin pouvant emporter une charge utile de  100 kg). La  NASA sélectionne l'atterrisseur en avril 2020. Quelques mois plus tard, une première mission est attribuée à Masten : programmée fin 2022 puis en 2023, elle aurait dû déposer au Pôle Sud de la Lune des instruments et équipements développés pour l'agence spatiale. À la suite de la banqueroute du constructeur de XL-1, Masten Space, cette société a été reprise en septembre 2022 par Astrobotic qui pourrait utiliser son propre atterrisseur à la place du XL-1.

## Contexte

### Le projet Lunar CATALYST
En 2013, la NASA lance le projet Lunar CATALYST (en) (Cargo Transportation and Landing by Soft Touchdown) dont l'objectif final est le développement par des partenaires privés d'atterrisseurs capables de déposer des charges utiles de petite taille (100 kg) à la surface de la Lune. Il s'agit de faire passer la maturité technique de ces engins du niveau 4 (début du développement) au niveau 8 (système testé dans des conditions opérationnelles). Trois sociétés sont sélectionnées en 2014 : Astrobotic Technology qui développe initialement l'atterrisseur Griffin avant de reporter ses efforts sur Peregrine, un engin moins ambitieux, Moon Express qui propose MX-1 et Masten Space System qui développe à la fois XL-1 et l'atterrisseur XEUS capable de déposer 10 tonnes à la surface de la Lune. Fin 2017, les trois sociétés ont franchi un certain nombre d'étapes : développement de sous-systèmes, tests de la propulsion sur des bancs d'essais, simulations d'atterrissage.

### Retour des hommes sur la Lune: le programme Artemis
L'agence spatiale américaine développe dans les années 2010 un programme dont l'objectif final est d'installer un avant-poste semi-permanent à la surface de la Lune occupé par des astronautes qui seront notamment chargés de mettre au point de nouvelles technologies permettant en cible de lancer une mission vers Mars. À l'initiative de l’exécutif américain, le planning des missions est accéléré en 2019 avec un objectif de première dépose d'un équipage dès 2024. L'ensemble du projet est baptisé programme Artemis. Avant de faire atterrir des hommes dans la région du pôle sud lunaire, la NASA veut lancer plusieurs missions robotiques ayant pour objectif d'effectuer une première reconnaissance. Ces missions doivent notamment étudier les caractéristiques de la glace d'eau présente, raison d'être de la sélection du pôle sud. Les autres objectifs sont l'étude de la géologie lunaire et de l'environnement pour préparer les premières missions avec équipage. Ces missions robotiques se poursuivront après le premier atterrissage d'un équipage sur le sol lunaire. En 2018, l'agence spatiale décide de confier la dépose de missions robotiques sur la surface lunaire à des sociétés privées dans le cadre d'un programme baptisé Commercial Lunar Payload Services à l'image de ce qui a été fait pour le ravitaillement et la relève des équipages de la Station spatiale internationale (programmes COTS et  CCDeV). L'objectif de cette démarche est de réduire les coûts de l'exploration de la Lune (l'objectif est d'obtenir un coût d'un million US$ pour l'envoi d'un kilogramme de charge utile à la surface de la Lune) et d'accélérer les missions de retour d'échantillons et de prospection de ressources ainsi que de promouvoir l'innovation et la croissance des sociétés commerciales du secteur.

## Sélection de XL-1
Après avoir soumis un cahier des charges provisoire en septembre 2018, la NASA sélectionne en novembre neuf sociétés susceptibles de répondre à l'appel d'offres définitif qui a été lancé courant 2018. Le programme dispose d'un budget de 2,6 milliards US $ sur les dix prochaines années. Les sociétés pré-sélectionnées comprennent notamment la société Masten Space Systems qui propose son atterrisseur XL-1. En juin 2019 l'agence spatiale attribue le développement d'un atterrisseur lunaire à trois sociétés : Astrobotic Technology, Intuitive Machines et OrbitBeyond (en). Celles-ci vont recevoir 250 millions US$. Fin juillet 2019, OrbitBeyon décide de retirer sa proposition à la suite de problèmes internes. En avril 2020, NASA sélectionne à la place la société Masten Space Systems qui développe l'atterrisseur XL-1.

## Vols planifiés
La NASA sélectionne en avril 2020 l'atterrisseur XL-1 pour une première mission. Celui-ci est chargé de déposer en novembre 2023 au pôle Sud de la Lune neuf instruments scientifiques et équipements. Ils doivent déterminer la composition de la surface de la Lune, tester des techniques d'atterrissage de précision et mesurer le niveau de radiation. Le contrat de 75,9 millions US$ comprend la dépose des instruments à la surface de la Lune et leur mise en œuvre durant 12 jours. Pour le lancement de son atterrisseur, Masten sélectionne en août 2020 la fusée Falcon 9 de SpaceX.